# جويل كي. غوستافسون
جويل كي. غوستافسون هو سياسي أمريكي، ولد في 24 مايو 1937 في نيو هيفن في الولايات المتحدة. نشط حزبياً في الحزب الجمهوري. وقد انتخب عضو مجلس نواب فلوريدا ‏.